# 까르띠에
까르띠에(프랑스어: Cartier 카르티에[*])는 프랑스의 보석, 시계 제조업체다.
1847년 루이프랑소와 까르띠에가 파리에 세웠다. 까르띠에는 1964년까지 까르띠에 가문이 운영했다. 현재는 스위스 그룹 리슈몽의 일부다.